# Jennifer Carpenter
Jennifer Leann Carpenter (ur. 7 grudnia 1979 w Louisville) – amerykańska aktorka, znana głównie z ról w horrorach Egzorcyzmy Emily Rose i Kwarantanna oraz w serialu telewizyjnym Dexter.
Absolwentka Sacred Heart Academy w Luizjanie. Aktorstwo szkoliła w luizjańskim Walden Theatre, a następnie w Juilliard School w Nowym Jorku. Występowała także na Broadwayu.

## Filmografia
- 2002: People Are Dead jako przyjaciółka Angeli
- 2003: Ash Tuesday jako Samantha
- 2004: D.E.B.S. jako studentka
- 2004: Agenci bardzo specjalni (White Chicks) jako Lisa
- 2005: Lethal Eviction jako Sarah
- 2005: Egzorcyzmy Emily Rose (Exorcism of Emily Rose) jako Emily Rose
- 2005: Last Days of America
- 2006–2013: Dexter jako Debra Morgan
- 2006: Psi kłopot (The Dog Problem) jako rudowłosa kelnerka
- 2007: Bitwa w Seattle (Battle in Seattle) jako Sam
- 2008: Kwarantanna (Quarantine) jako Angela
- 2010: W pogoni za zemstą (Faster) jako Kobieta
- 2010: Ex-Girlfriends jako Kate
- 2011: The Factory jako Kelsey Walker
- 2011: Żona idealna (The Good Wife) jako Pamela Raker
- 2011: Bóg zemsty (Seeking Justice) jako Trudy
- 2012: Zaginiona (Gone) jako Sharon Ames
- 2015: Limitless jako Rebecca Harris
- 2021 Dexter: New Blood jako Debra Morgan

## Nagrody
- 2006: Złoty Popcorn w kategorii najlepsza przerażająca kreacja za rolę w filmie Egzorcyzmy Emily Rose.
- 2009: Saturn w kategorii najlepsza drugoplanowa aktorka telewizyjna za rolę w serialu Dexter.